# Confréries de Bonifacio
Les confréries de Bonifacio rassemblent les cinq différents mouvements catholiques de pénitents toujours actifs à Bonifacio en Corse. Devenues symbole de convivialité, les confréries de Bonifacio, qui sont à l'origine de son folklore et de ses traditions, définissent la "couleur locale" de la ville génoise.

## Description
Bonifacio compte 5 confréries qui représentent chacune un corps de métier comme au temps du compagnonnage : avocats, charpentiers, jardiniers, ou encore les pêcheurs :
- Confrérie de Sainte-Croix (Santa Cruggi), assistance et soins aux malades,
- Confrérie de Saint-Jean-Baptiste, ou de la Miséricorde, assistance des déshérités, secours et rachat des captifs,
- Confrérie de Saint-Barthélémy (San Bartolu) pour les artisans,
- Confrérie de Sainte-Marie-Madeleine (Santa Maddalena), assistance pour les jardiniers, les vignerons, les cultivateurs, les filles sans famille,
- Confrérie de Saint-Érasme (fin XIXe siècle) pour les pêcheurs.

Les deux plus anciennes datant du XIIIe siècle sont Sainte-Croix et Saint-Jean-Baptiste, toutes deux héritières des «disciplinati » de la ville de Gênes. La plus récente est Saint-Érasme, créée en 1893.
Toutes les confréries bonifaciennes (sauf celle de Saint-Jean-Baptiste depuis 1914) élisent la veille de la fête du saint qu'elles vénèrent un sous-prieur pour un an, ce dernier devenant automatiquement prieur l'année suivante en remplacement du prieur titulaire et ainsi de suite. De fait, le lendemain de leur nomination officielle sous-prieur et prieur participent en tant que tels à leur première cérémonie lors des différentes célébrations de la fête du saint. Les porte-croix sont prieurs d'office à vie. Les confréries ont à leur tête un ou plusieurs "massà", sorte de sacristain qui détiennent les codes de la gestuelle et s'occupent de l'ensemble du mobilier sacré ou non que possèdent les confréries.

## Histoire
Bonifacio avec ses 7 confréries relevait de l'archidiocèse de Gênes depuis le XIe siècle.
Dès le XVIe siècle, les documents attestent que la messe à l'église de Sainte-Marie-Majeure était célébrée avec beaucoup de pompe et avec des chants à Bonifacio, tandis que se construisent des églises bâties pour les confréries souvent d'une manière très luxueuse à côté de l'église paroissiale. Dans ces églises, les confrères accomplissent leur obligation principale qui est la célébration des offices, à l'exception des Vêpres, qui étaient chantées par le clergé dans l'église paroissiale.
Vers 1660, la confrérie de Sainte-Croix fait installer un orgue complet de huit registres.
En 1789, lors de la Révolution française, les Cahiers de Doléances demandent que « soient supprimées les confréries de la cité de Bonifacio et que leur revenu serve à l'entretien des professeurs pour l'instruction des élèves du pays ». Néanmoins, pendant la Révolution, les confréries bonifaciens résistent comme les autres confrères corses qui gardaient comme aumôniers des prêtres insermentés qui traitaient la Convention d'Antéchrist.
Au XIXe siècle, certains s'insurgent que malgré la dévotion religieuse des confrères, la coutume la plus diamétralement opposée à la morale chrétienne subsiste encore parmi eux. Ainsi, le 7 avril 1833, le maire de Bonifacio a été insulté et frappé dans l'église , et deux gendarmes ont été grièvement blessé à l'occasion de l'enterrement du curé.
Dans les années 1970, Christian et Jean-Jacques Andréani du groupe Caramusa, ont travaillé intensément avec les confrères de Bonifacio pour motiver les plus jeunes générations à préserver leur répertoire locale. participant à l'époque à un certain renouveau de la tradition des chants des confrères, alors que le groupe Canta u Populu Corsu en faisait de même avec les pénitents de la Confrérie des Paladini di l'Immaculata à l'Oratoire Saint-Roch de Bastia, où les lectures liturgiques étaient proclamées en langue corse.
En février 2018, l'évêque de Corse, Olivier de Germay, a dû intervenir après que des tensions aient surgi entre le curé de Bonifacio réfractaire aux traditions des confréries et les confrères eux-mêmes, qui ont pu compter sur le soutien de Jean-Charles Orsucci, maire de Bonifacio, lui-même confrère, prônant la défense du "patrimoine immatériel" des confréries et de "leurs rites", parties intégrantes de "l’identité bonifacienne".

## Processions
Tout au long de l’année, les cinq confréries sortent en processions avec leurs « châsses » respectives pour honorer leurs saints, pesant plusieurs centaines de kilos, les plus lourdes étant celle de la confrérie de la Sainte-Croix (500 kg) et celle de la confrérie de Saint-Barthélemy (800 kg). Ces fêtes patronales sont celles de saint Erasme (2 juin), Sainte-Croix (3 mai), saint Jean-Baptiste (29 août), sainte Marie-Madeleine (22 juillet) et saint Barthélemy (24 août), ces deux derniers étant en "grande vénération" à Bonifacio depuis des siècles. Les confréries portant à bras la châsse des saints, au milieu de l'ordre le plus parfait, produisent un effet "qui tient de la féérie":

« On dit en Corse, qu'après Rome et Jérusalem, il n'est pas de pays où les cérémonies religieuses de fassent mieux qu'à Bonifacio. »

— G. Faure, Voyage en Corse

### Processions circulaires de la Semaine Sainte
A Bonifacio, le jour du Vendredi Saint, les cinq confréries de la ville sortent en procession dans les vieilles rues, bannières colorées et croix en tête, se croisent et se saluent lors des processions dites circulaires. Un alpiniste en fait une description en 1894, qui montre combien peu de celles-ci ont évolué depuis :

« Hommes et enfants, en grand nombre, à l'exclusion des femmes, vont d'une église à l'autre, revêtus d'une sorte de water-proof blanc ou noir, la tête couverte d'une cagoule et tenant à la man une lanterne de papier. Les châsses de saint Barthélemy et de sainte Marie-Madeleine, qui sont en grande vénération à Bonifacio, sont portés en pompe par les dignitaires de la confrérie. A côté, la foule marche en chantant des litanies et des cantiques, avec une ferveur édifiante. Chaque confrérie fait une station dans chaque église de la ville et elles sont nombreuses. [...] C'était chose curieuse à voir que ces théories d'affiliés, ces prêtres et ces religieux en surplis, ces pénitents en cagoules de toutes couleurs, qui se développaient en longues files par les rues étroites et grimpantes de Bonifacio, avec des croix, des lances, tous les attributs de la divine agonie en vociférant des chants liturgiques où l'art avait moins de part que la foi. On éprouve la sensation de régresser vers le moyen âge et d'assister à la représentation d'un Mystère, avec l'âme d'un homme moderne. »

— Thomas Salomé, En Corse

### Procession de la Sainte Croix

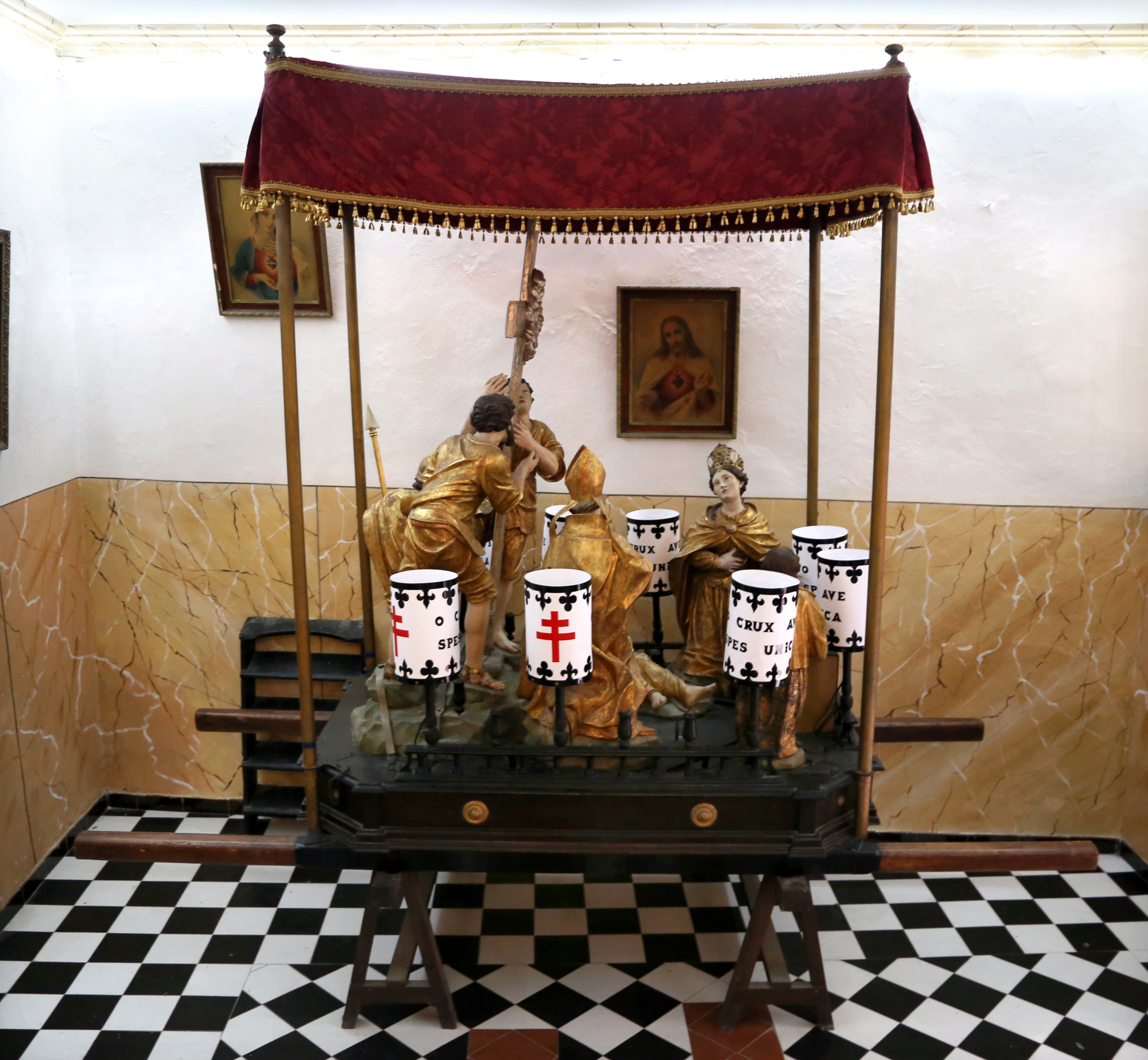
Lanternes et châsse de la Confrérie de la Sainte Croix à Bonifacio

La confrérie de la Sainte-Croix, issue de la confrérie du Saint-Esprit active durant les Croisades, garde une reliquaire doré contenant un fragment de la Vraie Croix dans leur église du même nom, où est représentée Sainte Hélène découvrant la vraie Croix au Calvaire. La relique parade en procession accompagnée du premier magistrat de la ville le 3 mai pour la fête de l'invention de la Croix et le 14 septembre pour la fête de la Croix Glorieuse. Les confrères de la Sainte Croix portent une cappa, ou aube, blanche avec un colleret noir, frappé à gauche d'une croix rouge à double croisillon.

### Procession de la Saint-Erasme et bénédiction de la mer
Lors de la Saint-Erasme, qui est aussi célébrée à Calvi, Ajaccio, Bonifacio et Erbalunga, les confrères organisent une sortie en mer pour honorer les morts disparus en mer et procéder à la bénédiction des eaux.

## Chant
Si chaque région de Corse peut avoir ses propres traditions, le chant des confrères de Bonifacio fait exception dans la mesure où la ville génoise suit différentes règles pour sa polyphonie. Ainsi, par exemple, la mélodie du Kyrie de Bonifacio est bien différentes des autres mélodies pratiquées en Corse.
Gardiens de la tradition polyphonique de l'île, les confrères attachées à un catholicisme "traditionaliste et mystique" se retrouvent tous les vendredis soirs pour répéter les chants qu'ils entonnent, a capella, le dimanche à la messe.

## Culture populaire
En juillet 1962, la régisseuse Paulette Boréal recrute des figurants locaux pour former les diverses confréries de Bonifacio et filmer une procession et un enterrement.